# Looking 4 Myself
Den amerikanska artisten Ushers sjunde studioalbum. Släpptes i Sverige 2012-06-13.
Svenska producenter, låt-skrivare och DJ:ar som medverkar på albumet är Max Martin, Shellback, Klas Åhlund, Alesso och Swedish House Mafia's DJ-trio Axwell, Steve Angello & Sebastian Ingrosso

## Låtlista
| Nr           | Titel                                    | Kompositör | Producent(-er)                               | Längd |
| ------------ | ---------------------------------------- | --- | -------------------------------------------- | ----- |
| 1.           | Can't Stop Won't Stop                    | Will Adams, Keith Harris, William M. Joel                                                                                       | will.i.am, Harris                            | 3:51  |
| 2.           | Scream                                   | Max Martin, Shellback, Savan Kotecha, Usher Raymond IV                                                                          | Martin, Shellback                            | 3:55  |
| 3.           | Climax                                   | Raymond IV, Thomas Pentz, Ariel Rechtshaid, Sean "Redd Stylez" Fenton                                                           | Diplo                                        | 3:53  |
| 4.           | I Care for U                             | Nathaniel Hills, Raymond IV, Eric Bellinger, Juan Najera, Kevin Cossom, Marcella Araica                                         | Danja                                        | 4:08  |
| 5.           | Show Me                                  | Hills, Cossom, Raymond IV, Araica                                                                                               | Danja                                        | 3:43  |
| 6.           | Lemme See (featuring Rick Ross)          | James Scheffer, Daniel Morris, Nickolas Marzouca, Raymond IV, Bellinger, Lundon "Da Bridge" Knighten, William Roberts           | Jim Jonsin, Mr. Morris                       | 4:13  |
| 7.           | Twisted (featuring Pharrell)             | Raymond IV, Pharrell Williams                                                                                                   | Pharrell                                     | 3:43  |
| 8.           | Dive                                     | Rico Love, Scheffer, Morris, Frank Romano                                                                                       | Jonsin, Love, Jim Jonsin, Romano, Mr. Morris | 3:47  |
| 9.           | What Happened to U                       | Raymond IV, Bellinger, Noah Shebib, Sidney Brown, Sean Combs, Reginald Ellis, Norman Glover, Carl Thompson, Christopher Wallace | Shebib, Omen*                                | 4:22  |
| 10.          | Looking 4 Myself (featuring Luke Steele) | Love, Pierre Medor, Earl Hood, Eric Goudy II                                                                                    | Love, Medor, Earl & E                        | 4:12  |
| 11.          | Numb                                     | Raymond IV, Klas Åhlund, Steve Angello, Sebastian Ingrosso, Axel Hedfors, Alessandro Lindblad, Ryon Lovett, Terry Lewis         | Axwell, Angello, Ingrosso, Lindblad, Åhlund  | 3:46  |
| 12.          | Lessons for the Lover                    | Love, Medor, Hood, Goudy II | Love, Medor, Earl & E                        | 5:07  |
| 13.          | Sins of My Father                        | Salaam Remi, Love, Raymond IV, Lewis                                                                                            | Remi, Love*                                  | 3:56  |
| 14.          | Euphoria                                 | Raymond IV, Åhlund, Angello, Ingrosso, Hedfors, Lovett, Lewis, Najera                                                           | Swedish House Mafia                          | 4:20  |
| Total längd: | Total längd:                             | Total längd: | Total längd:                                 | 56:48 |

| 15.          | I.F.U.                           | Rico Love, Andrew "Pop" Wansel, Autoro "Toro" Whitfield, Ronald "Flippa" Colson | Wansel, Whitfield*, Flippa* | 4:02  |
| 16.          | Say the Words                    | Raymond IV, Steele, Surahn Sidhu                                                | Steele, Surahn              | 4:01  |
| 17.          | 2nd Round                        | Raymond IV, Pentz, Rechtshaid, Najera                                           | Diplo, Rechtshaid           | 3:22  |
| 18.          | Hot Thing (featuring A$AP Rocky) | Raymond IV, Williams, Rakim Myers                                               | Pharrell                    | 3:27  |
| Total längd: | Total längd:                     | Total längd:                                                                    | Total längd:                | 71:38 |

Albumet "Looking 4 Myself" på Spotify: http://open.spotify.com/album/4YPSP5Mi5C0vdbgLTaYucB

Referenser:
1. ↑  http://en.wikipedia.org/wiki/Looking_4_Myself Arkiverad 6 maj 2012 hämtat från the Wayback Machine.